# 采斯瓦伊內宮

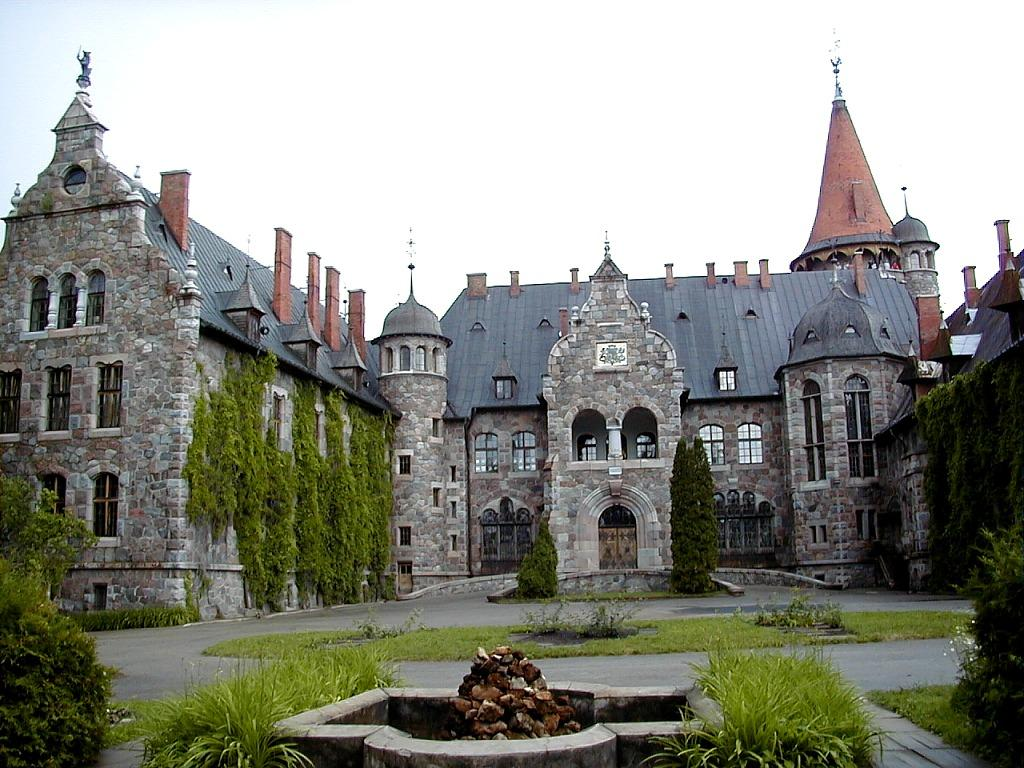
采斯瓦伊內宮

采斯瓦伊內宮是拉脫維亞的一座宮殿建築，位於拉脫維亞中部城鎮采斯瓦伊內，靠近中世紀時期的城堡廢墟。采斯瓦伊內宮修建於1896年，是為一位德國男爵修建。這座宮殿雖然躲過了二十世紀的所有戰爭，但在2002年發生大火。現在宮殿的修復工作正在緩慢進行。